# Crocidura levicula
Crocidura levicula is een spitsmuis uit het geslacht Crocidura die voorkomt in de regenwouden van Midden- en Zuidoost-Celebes. Deze soort is overdag actief. Hij is verwant aan de andere spitsmuizen van Celebes (C. lea, C. rhoditis, C. elongata en C. musseri).
C. levicula is de kleinste spitsmuis en waarschijnlijk het kleinste zoogdier van Celebes. Hij lijkt op C. lea, maar is nog kleiner. Beide zijn donkerbruin van kleur en hebben donkere voeten. De kop-romplengte bedraagt 57 tot 64 mm, de staartlengte 33 tot 41 mm, de achtervoetlengte 10,7 tot 10,9 mm en het gewicht 4 g. Het karyotype bedraagt 2n=34, FN=52.